# Црква Светог Владимира (Чијанг Мај)
Црква Светог равноапостолног великог кнеза Владимира или црква Светог Владимира, Крститеља је храм Тајландске епархије Руске православне цркве, који се налази у граду Чијанг Мај на Тајланду. За 20 година боравка Руса на Тајланду, православна заједница је толико порасла да је поред већ постојећих 8 цркава и манастира, ова црквапостала  девета православна црква на Тајланду и, уједно, прва у њеном северном делу.
Изградња храма у част Крститеља Русије на тлу Тајланда подешена је тако да се поклопи са прославама које је 2015. године увелико славила цела Руска православна црква поводом 1000-годишњице упокојења великог кнеза Владимира.

## Положај и статус
Црква Светог равноапостолног великог кнеза Владимира  налази се  у граду Чијанг Мај (тај. เชียงใหม่)  главном граду истоимене провинције и најзначајнији граду северног Тајланда. Налази се 700 km северно од Бангкока, на реци Пинг, притоци Чао Праје. По подацима из 2008. град има око 150.000 становника.
Црква Светог равноапостолног великог кнеза Владимира  налази се  у граду Чијанг Мај (као део Фондација Православна хришћанска црква на Тајланду), као и остале цркве на Тајланду под црквеном је јурисдикцијом православног патријарха московског и целе Русије, као гаранта чистоте православне хришћанске вере.

## Историја
Православље на Тајланду  је хришћанска деноминација која је се јавила у овој земљи у 20. веку. Православље као веру прихватило је око 0,002% становништва земље (хиљаду људи 2010. године), не рачунајући православне вернике који долазе у ову земљу на одмор или службено у њој бораве. Православље у Тајланду пропагира Епархија тајландска, која је под јурисдикцијом Московске патријаршије и која организационо обједињује већину православних хришћана у овој држави.
Историја руског православља на Тајланду има традицију дугу више од 20 година. Прва парохија Московске Патријаршије – Свети Никола – појавила се у Бангкоку 1999. године. До данас у краљевству постоји 9 руских цркава - две у Патаји, по једна у Бангкоку, на острвима Пукет и Кох Самуи, као и у провинцији Рачабури, где је први и једини манастир Руске православне цркве послује у земљи и храмови у летовалишту Хуа Хин и на острву Чанг.

### Први контакти са православљем
Године 1863. године дошло је до првих контаката између Руса и Сијамаца - морнара два руска брода која су посетили главни град Сијама, Бангкок. У наредним деценијама сијамско тло посећивали су морнари, путници и дипломате из Русије, представници краљевске куће Романових и вође будистичке сангхе источног Сибира.
О прелазу из 19. у 20. век, може се говорити као о периоду у коме је дошло до контактима двеју земаља у области проучавању међусобних културних феномена.
Тадашња Русија је била једна од најјачих сила на свету, а православље је била државна религија у земљи, али Руска православна црква никада себи није дозволила бесцеремонијално, насилно мешање у политички, културни и верски живот Тајланда (Сијама). То је због чињенице да је Русија првобитно формирана као евроазијска мултинационална држава, била програмирана самом стварношћу да признаје и поштује друге културне и верске традиције.
Посебну улогу у развоју руско-сијамских односа одиграла је посета Сијаму наследника - цесаревича Николаја Александровича, будућег цара Николаја II који је у периоду од 1890.до 1891. путовао по земљама Истока. и 19-24. марта 1891. на позив краља Чулалонгкорна (Рама В), посетио Бангкок. Следио је и њихов нови сусрет у Санкт Петербургу 1897. године.
Истовремено, у Санкт Петербургу је постигнут договор о успостављању дипломатских односа између две земље. Током посете, неколико десетина Сијамаца упознало се са историјским и културним знаменитостима Санкт Петербурга и Москве, први пут сазнало о Православљу. Сам краљ Чулалонгкорн, принц-наследник Вачиравуд, други принчеви, министри, чланови краљеве пратње, између осталог, посетили су Саборну цркву Христа Спаситеља, храмове Московског Кремља, гробницу породице Романов у Новоспаски манастир.
У првој половини 20. века, током  „хладног рата“ између две светске суперсиле – СССР-а и САД, Тајланд је дефинитивно био на страни ове друге силе. Рефлексно, после пада комунистичког режима и распада СССР-а, деценијама пропагиран опрез многих земаља пренео се и на нову Русију. Требало је много времена и труда да Тајланђани схвате суштину онога што се догодило у Русији и нову реалност.
Каако православље никада раније није било заступљено на Тајланду (Сијаму)  стога је стварање нове православне заједнице  и појава страног духовника наишла на различите реакције. Власти су прво одбиле државно признање Руске православне цркве на Тајланду као нове верске конфесије.
Након што је новоформирана парохија Светог Николе Руске православне цркве (МП) у Бангкоку поставила малу цркву у помоћној просторији и почела да обавља статутарне службе, поред верника који говоре руски, храм су почели активно да посећују и православни Румуни, који такође нису били задовољни служењем богослужења у католичкој цркви . Од посебног значаја је био долазак у цркву Светог Николе господина Константина Сурескуа, који је у то време био отправник послова Румуније на Тајланду, и његове супруге Корнелије Суреску, дубоко православних и црквених људи. За њима, остали верни Румуни су кренули у Никољданску парохију.
Постепено и тешком муком превазиђена је опрезност тајландских власти према Руској православној цркви, након добрих контакта између Представништва Руске православне цркве и Краљевског дома Тајланда. Касније, захваљујући већем разумевању са тајландским властима, а на основу права приватне својине, постало је могуће изградити прве православе цркве, на Тајланду.
Почетком 2008. године Тајландске власти, имајући у виду вишегодишњу делатност православне заједнице на Тајланду, препознале су је као корисну, у складу са интересима Краљевине, за јачање верских и моралних основа друштва.

### Изградња цркве
Одбор Фондације Православне Цркве на Тајланду обратио се 1. јула 2014. године представнику Руске православне цркве у Краљевини Тајланд архимандриту Олегу (Черепанину) са захтевом да се размотри могућност куповине земљишта и изградњa православне цркве у северној престоници Краљевине Тајланд - Чијанг Мају. Архимандрит Олег је обећао да ће лично посетити Чијанг Мај и на основу резултата путовања дати своје мишљење о изводљивости изградње тамошњег храма и послати закључак на одобрење јерархији.
Када је у периоду од  29. јула до 31. јула 2014. године, архимандрит Олег (Черепанин) посетио град Чијанг Мај, он је прегледао све земљишне парцеле које су претходно одабране и понуђене на продају, и упознао се са документима који потврђују  власништво од стране њихових власника, и упознао се са локалним законодавством и специфичностима изградњи верских објеката у граду.  Након овог радног путовања,  31. јула 2014. године изабране су три опције за различите земљишне парцеле које су достављене на разматрање Комитету Фондације Православне Цркве на Тајланду и доношење одлуке о куповини једне од њих. С обзиром да је 2015. година проглашена за 1000 годишњицу од упокојења Светог равноапостолног великог кнеза Владимира, крститеља Русије, Представништво Руске православне цркве у Тајланду упутило је иницијативу православној пастви у земљи.
Дана 26. августа 2014. године, председник Комитета Фондације Православне Цркве на Тајланду, протојереј Данаи (Даниел) Ванна, купио је парцелу у централном делу Чијанг Маја, поред историјског центра града, величине 532 квадратна метра за изградњу православног храма. Архимандрит Олег (Черепанин) је упутио свештеника Романа Бичкова, ректора Тројичине цркве на Пукету да припреми предлог и неколико опција за скицу будућег храма, а месна заједница верника је добила благослов да присуствује избору парохијске владе.
Након што је патријарх Кирил  9. октобра 2014. године дао писмени благослов за почетак изградње храма, почетак грађевинских радова био је заказан за период од децембар 2014 до јануар 2015. године.
Након што је архиепископ Пјатигорски и Черкески Теофилакт (Курјанов) стигао на Тајланд,  он је  10. фебруара 2015. године положио  први камен на градилишту храма. Убрзо су почели и грађевински радови.
Архимандрит Олег (Черепанин) боравио је 10. јула 2015. године у радној посети Чијанг Мају на северу Царства, где се упознао са током изградње храма и констатовао да је ток изградње и квалитет радова  у складу са уговором. Када је грађевинска фирма почела да покрива кров храма, паралелно, куполе храма и куполне крстове израђивали су кооперанти. Поред тога, у исто време, свештеник Роман Бичков, ректор Тројичког храма на Пукету и поглавар иконописне школе насликао је лик Светог кнеза Владимира, Крститеља Русије.
Од 3. до 4. септембра 2015. године, представник Руске православне цркве у Краљевини Тајланд, архимандрит Олег (Черепанин), посетио је Чијанг Мај на северу Краљевине, где је извршио увид у изградњу храма, наводећи да је изградња завршена 70%. С обзиром на жељу православних верника на Тајланду да храм освете и почну богослужење у њему већ 2015. године, извођачи су позвани да до краја октобра 2015. године заврше изградњу храма и, у случају значајног напретка у току изградње, затражити од Архијереја Руске православне цркве да се укључи у програм архипастирске посете Тајланду и Камбоџи и обави обреда Великог освећења храма. Том пиликом, архимандрит Олег (Черепанин) је скренуо пажњу на чињеницу да је...
... „Чјанг Мај посебна зона мисионарске делатности Представништва, пошто је управо из Чијанг Маја хришћанство почело да се шири у Сијаму (данас Тајланд) и ово је једини регион у земљи где је укупан број хришћана и до 30% у односу на укупан број становника...и да ће према речима архимандрита Олега...бити потребан искусан свештеник са мисионарским вештинама за брзо успостављање литургијске и просветне делатности локалне заједнице.
Од 16. до 17. октобра 2015. године архимандрит Олег (Черепанин) поново је посетио храм у изградњи. У том моменту су били у току завршни радови и постављање иконостаса. За јаснију организацију рада у Чијанг Мају, по налогу Представника Руске православне цркве у региону, упућен је клирик Саборног храма Светог Николе у Бангкоку ђакон Роман Постников, коме је поверено праћење тока радова. и припремање цркве за Велико освећење.
Дана 1. новембра исте године архиепископ Рјазански и Михајловски Марко (Головков) предводио је чин Великог освећења Цркве. Служби су присуствовали представници локалних и регионалних власти. Храм је постао девета православна црква на Тајланду, али прва која се налази на северу земље.
За настојатеља новог храма постављен је јереј Роман Постников, чије је свештеничко освећење обављено 31. октобра у новоосвећеном Никољском саборном храму у Бангкоку. До тада је локална православна паства била незнатна.
Свештеник Роман Постников је 26. јануара 2016. године премештен на службу у Камбоџу а од 10. фебруара 2016. године, јереј Павел Тарасов је постављен за настојатеља Владимирске цркве у Чијанг Мају.
Од 4. до 5. маја 2016. године, представник Руске православне цркве у Краљевини Тајланд, архимандрит Олег (Черепанин), обавио је инспекцијски пут у Чијанг Мај, и након инспекције  навео да је акценат стављен на рад само са дијаспором руског говорног подручја и недовољном пажњом о мисији међу локалним становништвом. Јасна је, по мишљењу обласног црквеног представништва, потреба да се на службу у Владимирској цркви пошаље духовник са знањем тајландског и енглеског језика.
Док се не реши кадровско питање, јеромонаху Александру (Вашченко) је поверено привремено старање о парохији у Чијанг Мају.
Од октобра 2017. године, свештеник Андреј Ивашченко је служио као настојатељ храма.